# Bluerock Creek
Bluerock Creek är ett vattendrag i Kanada.   Det ligger i provinsen Alberta, i den södra delen av landet, 2 900 km väster om huvudstaden Ottawa.
I omgivningarna runt Bluerock Creek växer i huvudsak barrskog. Trakten runt Bluerock Creek är nära nog obefolkad, med mindre än två invånare per kvadratkilometer.